# Campylobacteraceae
Die Campylobacteraceae sind eine Familie von Bakterien. Zu dieser Gruppe zählen einige medizinisch wichtige Krankheitserreger. Sie zählen zu der Klasse der Proteobakterien, die Gram-Färbung fällt, wie bei den meisten Mitgliedern dieser Klasse, negativ aus.
Das Genom der folgenden Arten ist vollständig sequenziert: Campylobacter concisus, C. curvus, C. fetus, C. hominis und C. jejuni

## Merkmale
Die Zellen sind gekrümmte, S-förmige oder spiralig gewundene Stäbchen. Sie können sich durch ein polares Flagellum korkenzieherartig fortbewegen. Die Größe liegt zwischen 0,2–0,8 × 0,5–5 Mikrometer. Die meisten Arten sind mikroaerophil, d. h., sie benötigen Umgebungen mit einem geringen Sauerstoffgehalt. Der Oxidase-Test fällt bei der Mehrheit der Arten positiv aus, Campylobacter gracilis ist eine der Ausnahmen.

## Krankheiten
Verschiedene Arten von Campylobacter können Dünndarmentzündungen (Enteritis) mit blutigen Durchfällen hervorrufen, die sogenannte Campylobacter-Enteritis. Beispiele hierzu sind Campylobacter fetus und Campylobacter jejuni. Campylobacter jejuni zählt zu den häufigsten Erregern von Dünndarmentzündungen. Die Infektion des Menschen erfolgt über Trinkwasser und Lebensmitteln, oft durch Geflügelfleisch.
Auch von der Gattung Arcobacter sind einige pathogene Arten bekannt, so kann Arcobacter butzleri Magen-Darm-Erkrankungen auslösen. Das spiralig oder gekrümmte (vibroidförmige) Sulfurospirillum reduziert Schwefel und nutzt Ameisensäure oder Wasserstoff als Elektronendonator, man spricht von der Schwefelatmung. Es kommt freilebend in Süß- und Meerwasser vor.

## Systematik
Folgende Arten zählen zu der Familie:
- Arcobacter Vandamme et al. 1991
- Campylobacter Sebald and Véron 1963
- Sulfurospirillum Schumacher et al. 1993

Die früher zu der Familie zählende Gattung Dehalospirillum, mit der einzigen Art D. multivorans wurde zu der Gattung Sulfurospirillum gestellt.